# Старожиньце
Старожиньце (пол. Starożyńce) — село в Польщі, у гміні Ліпськ Августівського повіту Підляського воєводства.
Населення — 112 осіб (2011).
У 1975-1998 роках село належало до Сувальського воєводства.

## Демографія
Демографічна структура станом на 31 березня 2011 року:
|          | Загалом | Допрацездатний вік | Працездатний вік | Постпрацездатний вік |
| -------- | ------- | ------------------ | ---------------- | -------------------- |
| Чоловіки | 55      | 10                 | 32               | 13                   |
| Жінки    | 57      | 13                 | 21               | 23                   |
| Разом    | 112     | 23                 | 53               | 36                   |